# Inheritance (film 2020)
Inheritance - Eredità è un film thriller del 2020 diretto da Vaughn Stein e sceneggiato da Matthew Kennedy.

## Trama
La procuratrice distrettuale Lauren Monroe, alla morte del padre, il ricco imprenditore Archer Monroe con cui era in rotta perché lui non aveva accettato il suo matrimonio con Scott, un uomo di colore, e non fosse diventata avvocato difensore, scopre di aver ereditato un solo milione di dollari - contro i 20 del fratello William, membro del Congresso - e una cosa che nessuno, neanche il suo avvocato di fiducia Harold Thewlis, sapeva che lui avesse: un bunker in cui Archer, da oltre 30 anni, tiene prigioniero un uomo, Morgan Warner. 
Lo stesso Warner racconta a Lauren che Archer, suo amico di gioventù, lo rinchiuse per impedirgli di denunciarlo alle autorità per aver ucciso e travolto con l’auto, mentre era ubriaco, un giovane. Una volta l’anno lo andava a trovare per raccontargli della sua vita e giocare a scacchi; Lauren non gli crede, così lui la indirizza dall'amante storica del padre, Sofia Fiore, dalla quale scopre di avere un fratellastro. È così che Lauren inizia a credere a Warner, tanto da permettergli di uscire dalla sua prigione e lasciarsi condurre nel luogo dove il padre avrebbe seppellito la sua vittima. Qui, in effetti, trovano un corpo. 
Inoltre, scoperto che il padre era immischiato in attività illecite che potrebbero intralciare il caso su cui sta lavorando e che l'inchiesta giornalistica che sta infamando il nome di suo fratello è veritiera, Lauren, sperando di riscattarsi dagli affari loschi della sua famiglia, libera Warner; salvo scoprire poi, dalla madre Catherine, che il suo vero nome è Carson Thomas, e che Archer aveva davvero investito un ragazzo, ma era stato Carson ad ucciderlo dopo essere sceso dalla macchina, rompendogli il collo. Archer aveva deciso di segregare Carson per averla stuprata.
Dopo aver scoperto che Carson ha ucciso l'avvocato Harold e portato sua madre Catherine all'interno del bunker, Lauren lo raggiunge. L'uomo la informa che suo padre Archer, durante l’ultima visita, aveva provato ad avvelenarlo, ma era stato lui a subire quella sorte. A questo punto, minaccia di lasciare le due donne a marcire lì dentro, per poi andare a uccidere William Monroe. Ne scaturisce uno scontro fisico tra Lauren e Carson, durante il quale l'uomo le rivela di essere il suo vero padre, così Catherine, che si è liberata, spara tre colpi di pistola a Carson, uccidendolo; per poi ribadire alla figlia di essere "una Monroe". Infine, le due donne appiccano un incendio che distrugge il bunker e tutte le prove di ciò che è accaduto, ponendo finalmente fine al mostro e all'incubo.

## Produzione

### Cast
Il film è stato annunciato per la prima volta nel 2018, per poi subire vari cambi di casting in un secondo momento: inizialmente il ruolo della protagonista era stato assegnato a Kate Mara.
Per prepararsi al ruolo dell'antagonista Morgan, Simon Pegg ha dovuto perdere oltre 30 kg, svolgendo 6 mesi di dieta ed allenamenti.

### Riprese
Le riprese sono iniziate dal 25 febbraio al 5 aprile 2019 a Birmingham, in Alabama.

## Distribuzione
Il film avrebbe dovuto essere presentato per la prima volta durante il Tribeca Film Festival del 2020; tuttavia il posticipo del festival dovuto alla pandemia di COVID-19 ha impedito che l'anteprima avvenisse. Il film è stato distribuito nelle sale cinematografiche statunitensi a partire dal maggio 2020, mentre in Italia è stato trasmesso per la prima volta il 24 marzo 2021 su Sky Cinema Uno.

## Accoglienza

### Incassi
Nel mondo il film ha guadagnato complessivamente 304.931 dollari, incasso purtroppo danneggiato dalla pandemia di COVID-19, che ha impedito una completa uscita nei cinema del film.

### Critica
Sul sito web Rotten Tomatoes il film riceve il 25% delle recensioni professionali positive, con un voto medio di 4,31/10, basato su 52 recensioni; mentre su Metacritic ottiene un punteggio di 31 su 100 basato su 16 critiche.